# Cerchezu
Cerchezu [ˈt͡ʃercezu] (veraltet Cerchez-Chioi) ist eine Gemeinde im Kreis Constanța in Rumänien. Zu der Gemeinde Cerchezu gehören auch die Dörfer Căscioarele, Măgura und Viroaga.

## Lage

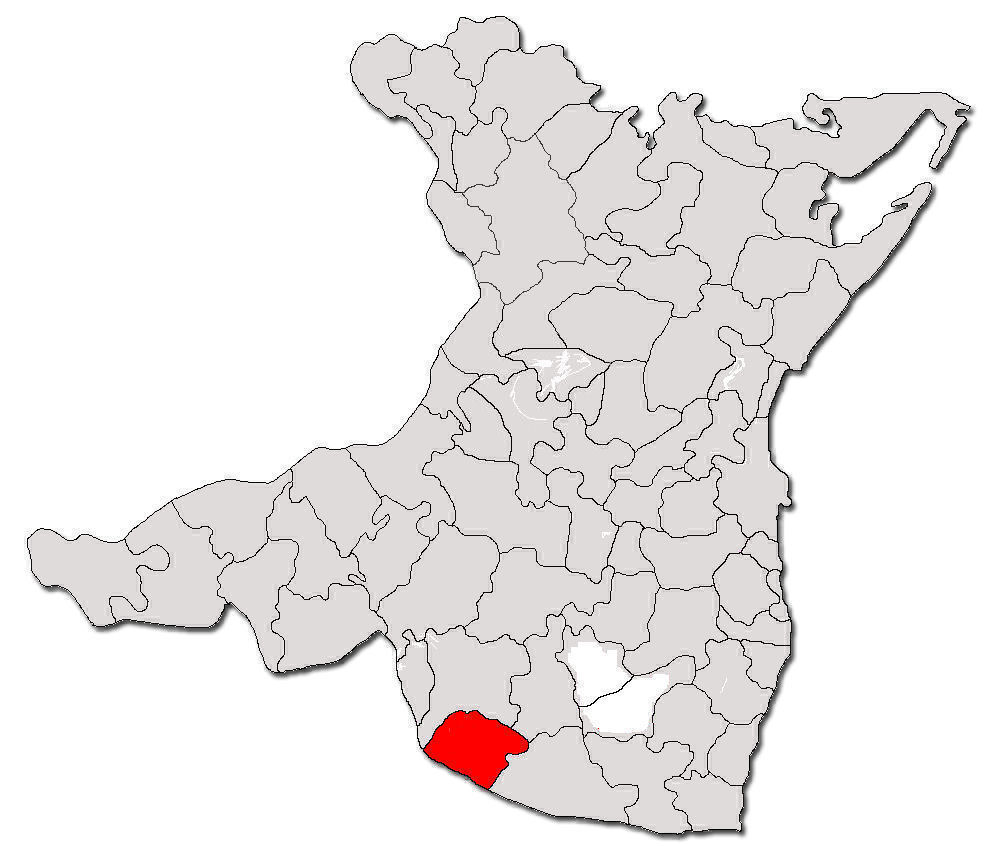
Lage der Gemeinde Cerchezu im Kreis Constanța

Die Gemeinde Cerchezu liegt in der historischen Region Dobrudscha (rumänisch Dobrogea) im Süden des Kreises Constanța unweit der Grenze zu Bulgarien. Am Bach Cerchez, ein linker Zufluss der Donau, liegt das Gemeindezentrum zehn Kilometer westlich von der nächstgelegenen Kleinstadt Negru Vodă.
Hier bei Cerchezu fließt der Bach Cerchez in einem felsigen Flussbett. Östlich vom Ort befindet sich der Berg Bair-Mezarlîc mit dem 187 m hohen von den Einheimischen genannten Gipfel Cerchez-Iuc.

## Geschichte
Ende des 19ten Anfang des 20ten Jahrhunderts erstreckte sich der Ort Cerchezu auf etwa 1750 Hektar. In 33 Anwesen lebten 360 Menschen in 104 Familien, bulgarischer Ethnie.

## Nachbarorte
| Măgura        | Viroaga                                     | Chirogeni    |
| Izvorovo (BG) | Kompassrose, die auf Nachbargemeinden zeigt | Negru Vodă   |
| Kapinovo (BG) | Kardam (BG)                                 | Yovkovo (BG) |

## Etymologie
Cerchezu (historischer Name: Cerchezchioi, türkisch: Çerkezköy, deutsch: Tscherkess). Die Namensgebung geht auf die Minderheit der Tscherkessen zurück, die in der Gegend siedelte.
Căscioarele (Historischer Name: Mamuşlia, türkisch Mamuşlu, deutsch Mamuslia)
Măgura (Historischer Name: Docuzaci, türkisch Dokuzağaç)
Viroaga (Historischer Name: Calfachioi, türkisch Kalfaköy)
Das Gemeindegebiet enthält auch das Gebiet der früheren Ortschaft Căciulați (historischer Name: Cealmagea) das bei der administrativen Reform 1968 Viroaga zugeordnet wurde.

## Demographie
1930 werden in Cerchezu 1.221 Menschen registriert. Bei der Volkszählung im Jahre 2011 hatte Cerchezu 1.287 Einwohner rumänischer Herkunft (99,84 %) und 2 andere (0,16 %). Vor dem Zweiten Weltkrieg hatte die Gemeinde eine kleine deutsche Minorität, die im Norden des Ortes angesiedelt war, eine kleine türkische Minderheit siedelte im Süden des Ortes. Paul Traeger gibt die deutschsprachige Personenzahl in Cerchezu zum Zeitpunkt seines Besuches im Jahre 1917 mit 5 Personen an. Laut Traeger war es auch typisch, dass die örtliche Mühle in vielen Orten in der Dobrudscha von Deutschen geführt wurde. Mühlenbesitzer in Cerchezu von 1918 bis zu seinem Tod im Jahre 1938 war Christian Trautwein. Eine deutsche Schule befand sich in Mamuslia.
Nach der Karte basierend auf den amtlichen rumänischen Unterlagen zur Volkszugehörigkeit von 1930 werden für Cerchezu keine deutschen Einwohner angegeben, es waren jedoch ca. 15. Für das 3 km nördlich liegende Mamuslia (jetzt Ortsteil von Cerchezu) wurden überwiegend Deutsche (350 Einwohner) neben ca. 50 Rumänen gezählt.